# Albert Moncasi
Albert Moncasi Vasco (Premià de Mar, 4 maggio 1986) è un ex cestista spagnolo, professionista nella Liga ACB.

## Palmarès
- Copa del Rey: 1

Barcellona: 2007